# L'Attentat (roman)
Pour les articles homonymes, voir L'Attentat.
L'Attentat est un roman de Yasmina Khadra publié le 20 juillet 2005 aux éditions Julliard et ayant reçu le prix des Libraires l'année suivante.

## Résumé
Le roman est divisé en 18 chapitres, le premier n'étant pas numéroté (et il est repris en partie dans le dernier).
Amine Jaafari est un Arabe israélien qui a réussi, il a un bon travail comme chirurgien, est bien intégré en Israël et vit heureux avec sa femme, Sihem, d'origine palestinienne. Un jour, une femme kamikaze se fait exploser dans un restaurant de Tel-Aviv au milieu de dizaines de clients. Amine a passé sa journée à opérer les nombreuses victimes de l'attentat. Plus tard, on l'appelle chez lui, en plein milieu de la nuit, pour lui demander de revenir d'urgence à l'hôpital, où on lui demande d'identifier le corps de l’auteure. Son monde s'écroule quand il reconnait sa femme. Après une phase d'incrédulité, Amine s'attache à comprendre le geste de sa femme dont il partageait la vie et l'intimité sans se douter le moins du monde qu'elle aurait pu commettre une telle action. Ceci l'emmènera au cœur des villes palestiniennes ravagées par la guerre et dans les fiefs des terroristes, et l'obligera à regarder en face un conflit qu'il avait réussi jusque-là à ignorer, le confrontant ainsi à une logique qui lui était étrangère.

## Thèmes
Plusieurs thèmes autour du conflit israélo-palestinien sont abordés comme les relations parfois difficiles entre les Palestiniens et certains Israéliens, notamment la police, et surtout l'humiliation des Palestiniens. On retrouve aussi le thème du terrorisme et des attentats-suicide.
À travers la trilogie constituée par Les Hirondelles de Kaboul (sur l'Afghanistan), l'Attentat (sur Israël et la Palestine ), et Les Sirènes de Bagdad (sur l'Irak), l'auteur étudie et met en scène l'incompréhension grandissante qui s'est installée entre le Moyen Orient et l'Occident.

## Prix
- prix des Libraires 2006
- Prix Tropiques 2006
- Prix Gabrielle-d'Estrées 2006
- Grand Prix des lectrices Côté Femme
- Prix littéraire des lycéens et apprentis de Bourgogne
- Prix des lecteurs du Télégramme
- Prix des lycéens de Chartres 2006

## Éditions imprimées
- Yasmina Khadra, L'Attentat, Paris, Éditions Julliard, 20 juillet 2005, 268 p. (ISBN 978-2-260-01693-9, OCLC 61429726, BNF 40033195)
- Yasmina Khadra, L'Attentat, Paris, Pocket, coll. « Pocket » (no 12972), 14 décembre 2006, 245 p. (ISBN 978-2-266-16269-2, OCLC 758769742, BNF 40212913)

## Livre audio
- Yasmina Khadra, L'Attentat, Saint-Jean-de-Moirans, Livrior, 19 octobre 2006 (ISBN 978-2-915629-18-7, présentation en ligne)Narrateur : Henri Thomas ; support : 1 disque compact audio MP3 ; durée : 7 h 14 min environ.

## Adaptation au cinéma
- 2013 : L'Attentat de Ziad Doueiri.

## Adaptation en bande dessinée
- 2012 L'Attentat, scénario de Loïc Dauvillier, dessin et couleur de Glen Chapron, Glénat